# 한성구
한성구(韓成九, 1988년 9월 14일 ~ )는 전 오스트레일리안 베이스볼 리그 질롱 코리아의 포수이다.

## 한국 프로야구 시절

### KIA 타이거즈시절
2011년에 신고선수로 입단했다. 2012년에 정식 선수가 되었으며, 같은 해 6월 5일에 데뷔 첫 경기를 치렀고, 경기에서 첫 안타와 타점을 기록했다. 2013년 시즌 중 군에 입대하였다.

## 일본 독립야구 시절
2018년에 고치 파이팅독스에 입단하였다.

## 호주 프로야구 시절
2018년에 질롱 코리아에 입단하였다.

## 출신 학교
- 강남초등학교
- 이수중학교
- 서울고등학교
- 홍익대학교

## 통산 기록
| 연도 | 팀명  | 타율  | 경기 | 타수 | 득점 | 안타 | 2루타 | 3루타 | 홈런 | 루타수 | 타점 | 도루 | 도실 | 볼넷 | 사구 | 삼진 | 병살 | 실책 |
| ---- | ----- | ----- | ---- | ---- | ---- | ---- | ----- | ----- | ---- | ------ | ---- | ---- | ---- | ---- | ---- | ---- | ---- | ---- |
| 2012 | KIA   | 0.367 | 17   | 30   | 1    | 11   | 4     | 0     | 0    | 15     | 4    | 0    | 0    | 2    | 0    | 7    | 0    | 0    |
| 통산 | 1시즌 | 0.367 | 17   | 30   | 1    | 11   | 4     | 0     | 0    | 15     | 4    | 0    | 0    | 2    | 0    | 7    | 0    | 0    |